# Sakralsprache
Sakralsprachen oder Liturgiesprachen (von griechisch: λειτουργια leitourgia „öffentlicher Dienst“ aus leitos „öffentlich“ von λαος/laos Volk; und εργον/érgon Werk, Dienst) sind im Gottesdienst der verschiedenen Religionen verwendete Sprachen (siehe auch: Liturgie). Diese Sprachen spielen für die jeweilige Glaubensgemeinschaft eine wichtige historische Rolle, behalten mit der mit ihr verbundenen religiösen Tradition eine eigenständige Kontinuität und setzen sich allmählich von der Alltagssprache ab und werden in vielen Fällen nicht mehr außerhalb der religiösen Tradition gesprochen. Eine weit verbreitete Liturgiesprache ist Latein in der römisch-katholischen Kirche.

## Liturgiesprachen im Christentum

### Verhältnis von Latein und Landessprache in der römisch-katholischen Kirche
Die Liturgie der katholischen Kirche – genauer gesagt: der sogenannten Lateinischen Kirche – wird gegenwärtig in Deutschland und wohl weltweit ganz überwiegend volkssprachig vollzogen. Den liturgiepastoralen und -rechtlichen Ausgangspunkt hierfür bilden die Liturgiekonstitution Sacrosanctum Concilium des Zweiten Vatikanischen Konzils und alle in dieser Frage daran anknüpfenden Rechtsakte.
Nach wie vor erscheinen aber die liturgischen Bücher der Lateinischen Kirche in einer lateinischen Editio typica, das heißt einem verbindlichen Ausgangstext, an dem, um die weltweite Einheit des Ritus zu wahren, alle volkssprachigen Ausgaben Maß nehmen. Dass und wie dies geschieht und welche ortskirchlichen Akkommodationen möglich sind, unterliegt seinerseits rechtlich geregelten Prozessen (Approbation, Konfirmierung/Rekognoszierung, ggf. Indult).
Somit kann Latein weiterhin als die Liturgiesprache der katholischen Kirche gelten.

### Weitere christliche Liturgiesprachen
Neben den jeweiligen Volkssprachen verwenden gerade ältere christliche Kirchen weiterhin Liturgiesprachen.
- Koine-Griechisch, die Sprache des Neuen Testaments, ist Liturgiesprache des Ökumenischen Patriarchats von Konstantinopel, der Kirche von Griechenland und der Kirche von Zypern, aber auch der Griechisch-katholischen Kirche in Griechenland.
- Auch die Griechisch-Orthodoxe Kirche von Antiochien und die Melkitische Griechisch-katholische Kirche verwendeten früher Koine-Griechisch, sind jedoch zum Arabischen übergegangen.
- Kirchenslawisch ist die Liturgiesprache der russischen orthodoxen Kirche und anderer Kirchen slawischer Tradition.
- Im westsyrischen und im ostsyrischen Ritus ist das klassische Syrisch Liturgiesprache.
- Im alexandrinischen Ritus gelten die koptische Sprache und die altäthiopische Sprache als Liturgiesprachen, und im armenischen Ritus die Armenische Sprache.
- Die katholischen Ostkirchen verwenden in ihren Liturgien jene Sprachen, die auch in ihren nicht-katholischen Mutterkirchen in Gebrauch sind.
- Die Amischen, Hutterer und einige traditionalistische Mennoniten in Nordamerika verwenden ein altertümlich gefärbtes Hochdeutsch, zum Teil beeinflusst vom Pennsylvania Dutch oder Hutterischen.
- Kakure Kirishitan, ein entstelltes und unverstandenes Kauderwelsch portugiesischer, lateinischer und japanischer liturgischer Fragmente der japanischen Untergrundkatholiken.
- Wo in den protestantischen Kirchen überhaupt eine bestimmte Sprache für die Liturgie festgelegt ist, ist dies in der Regel die jeweilige Landessprache; in Dialektgebieten wird aber meist die jeweilige Hochsprache verwendet. Auch manche Protestanten kennen aber eine Art von Sakralsprache; in anglikanischen Kirchen werden z. B. oft noch die alten Personalpronomen der 2. Person Singular aus dem Frühneuenglischen verwendet – thou, thee, thy, thine, thyself statt you, you, your, yours, yourself. In der deutschen lutherischen Tradition bekommt Martin Luthers Bibelübersetzung umso eindeutiger, je weiter das Standarddeutsch sich von ihr entfernt, den Rang einer Sakralsprache, vgl. Weihnachtsgeschichte (Lutherbibel).
- Im weitesten Sinne gehören die Rastafaris auf Jamaika ebenfalls hierher. Sie verwenden eine spezielle Form des Jamaika-Kreolisch, das sie durch eine gezielte Sprachreform ihrem Glauben angepasst haben und Iyaric nennen.

## Weitere Sakral- und Liturgiesprachen
Altertum
- Sumerisch: seit 1700 v. Chr. nicht mehr gesprochen, aber weiterhin bis ins 1. Jahrtausend v. Chr. Kult- und Literatursprache zwischen Euphrat und Tigris
- Hattisch der von den Hethitern unterworfenen Hattier als Kultsprache im Hethitischen Großreich
- Altlatein der Priesterschaft der Salier in Rom aus spätestens frührepublikanischer Zeit
- Etruskisch: um die Zeitenwende vom Lateinischen als Gebrauchssprache abgelöst, aber Fortleben im Kult der Haruspices bis ins 5. Jahrhundert[2]

Judentum
- Hebräisch seit dem babylonischen Exil im jüdischen Gottesdienst
- Aramäisch im Judentum seit der mittleren Antike zum Studium des Talmuds

Zoroastrismus
- Die avestische Sprache, die altiranische Sprache des Avesta, ist die Sprache des heiligen Buches des Zoroastrismus.

Mandäer
- Mandäisch war eine aramäische Sprache der Mandäer.

Islam
- Klassisches Arabisch im islamischen Gottesdienst

Hinduismus
- Sanskrit und sein Vorgänger Vedisch im Hinduismus und im Mahayana-Buddhismus

Buddhismus
- Pali im Theravada-Buddhismus
- klassisches Tibetisch im Vajrayana-Buddhismus
- Klassisches Chinesisch im Buddhismus Ostasiens, auch außerhalb Chinas (auch im Daoismus)

Shinto
- Altjapanisch im Shinto

Voodoo
- Die Haitian Vodoun Culture Language, eine Form der Yoruba-Sprache, wird im Voodookult in Haiti ausschließlich für kultische Zwecke verwendet.